# 1768 az irodalomban

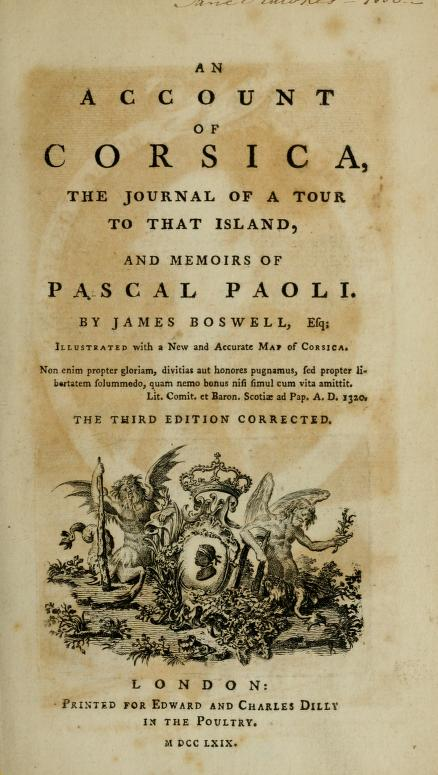
A Boswell-útinapló címlapja

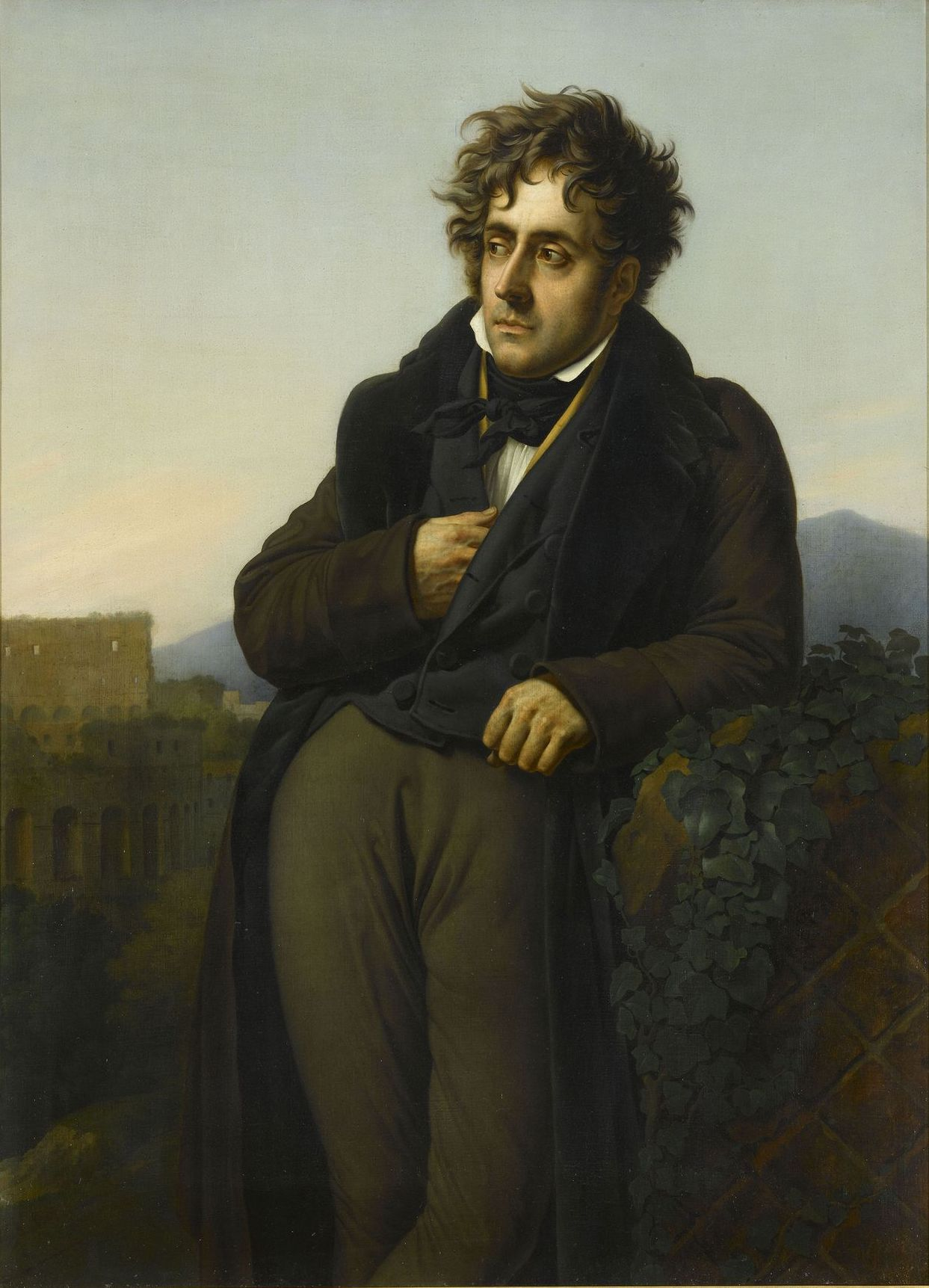
Chateaubriand portréja

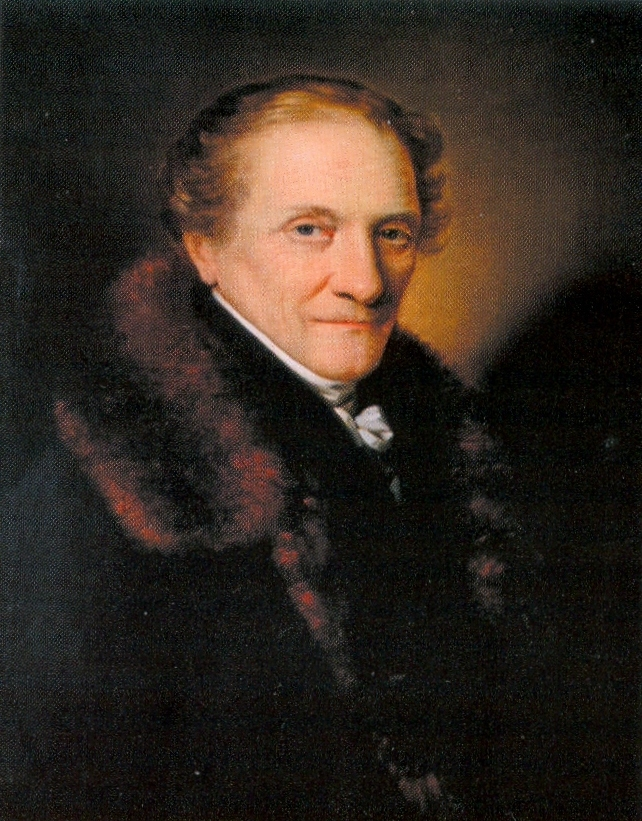
Schedius Lajos

Az 1768. év az irodalomban.

## Megjelent új művek
- február – Laurence Sterne regénye vagy regényes útirajza: Érzelmes utazás (A Sentimental Journey Through France and Italy).
- James Boswell útinaplója: An Account of Corsica (Korzikai beszámoló).
- Voltaire: La Princesse de Babylone

### Dráma
- Oliver Goldsmith első színművének bemutatója: The Good-Natur'd Man (A jó természetű ember).
- Gyenyisz Fonvizin orosz drámaíró elkészíti első eredeti vígjátékát, A brigadérost (Бригадир).

## Születések
- február 25. – Friedrich von Adelung német-orosz filológus, nyelvész, történész, bibliográfus († 1843)
- szeptember 4. – François-René de Chateaubriand francia író és politikus, a francia romantika kiemelkedő alakja († 1848)
- november 18. – Zacharias Werner német költő, drámaíró († 1823)
- december 20. – Schedius Lajos német-magyar filológus, az esztétika professzora, lapszerkesztő, dramaturg († 1847)

## Halálozások
- március 18. – Laurence Sterne Írországban született angol író, lelkész (* 1713)
- május 30. – Eggert Ólafsson izlandi költő, néprajz- és természettudós, az újkori izlandi kultúra egyik első és egyben legkiemelkedőbb alakja (* 1726)
- június 8. – Johann Joachim Winckelmann német régész, művészettörténész, a németországi klasszicizmus szellemi megalapítója (* 1717)